# دانشگاه گریفیث
دانشگاه گریفیت (Griffith University) یک دانشگاه دولتی در ایالت کوئینزلند کشور استرالیا است. این دانشگاه دارای ۵ پردیس در نقاط مختلف ایالت کوئینزلند است و در ده حیطه شامل هنر، آموزش و پرورش، مدیریت، پزشکی، حقوق و مهندسی دانشجو می‌پذیرد.